# Vrškámen
Přírodní památka Vrškámen byla vyhlášena v roce 1977. Nachází se v nadmořské výšce 456 m na parcele č. 507/1 v katastrálním území Vilasova Lhota, zhruba 500 metrů jihovýchodně od středu obce Petrovice v okrese Příbram a necelých 100 m od posledních domů v obci, situovaných podél silnice č. 105 ve směru na Kojetín. Chráněné území je ve správě Krajského úřadu Středočeského kraje.

## Popis lokality
Jedná se o jedno z nejmenších chráněných území v České republice. V základní dokumentaci AOPK ČR je uvedena jeho rozloha 863 metrů čtverečních, avšak v plánu péče o přírodní památku jeho autor poukazuje na to, že ve skutečnosti existují tři různé varianty vymezení tohoto chráněného území. Samotná parcela č. 507/1 má rozlohu 791 m², v jiné dokumentací je však zahrnuto širší území o celkové rozloze 1276 m². Podle vymezení na základě geometrického plánu, což je třetí verze, která je v souladu se stanoviskem Krajského úřadu Středočeského kraje, má čtvercové území, definované čtyřmi body s konkrétními souřadnicemi, plochu pouhých 232 m².
Přírodní památka se nachází na území geomorfologického celku Vlašimská pahorkatina. Podobně, jako v případě jiných skalních tvarů, vyskytujících se na Sedlčansku, Vrškámen vznikl selektivním zvětráváním žulového podloží (středočeský pluton) v třetihorním období. Z geologického hlediska je Vrškámen tvořen horninou obdobného původu, jako nedaleký viklan Husova kazatelna - porfyrickým syenitem až syenodioritem typu Čertova břemene (pozn.: v jiných zdrojích se uvádí, že se jedná o durbachit Čertova břemene, tj. totožnou horninu jako u Husovy kazatelny, která bývá charakterizována jako specifická odrůda syenitu). S rozměry 350 x 550 cm a výškou 320 cm je největším žulovým balvanem ve středních Čechách.